# Зигу
Зигу (на гръцки: Μονή Ζυγού) е разрушен средновековен манастир на Халкидическия полуостров, Гърция, на територията на дем Аристотел, област Централна Македония.

## География
Руините на манастира са разположени в местността Франкокастро на 2 km югоизточно от Урануполи, на 40 m от границата на монашеската република Света гора.

## История
В манастирския комплекс има останки от постройки от IV – VI век пр. Хр. Манастирът се споменава за пръв път в 942 година във връзка със спор между Йерисос и монаси за границите на имоти. В 958 година в района пристига Свети Атанасий Атонски, който в средата на X век основава Великата Лавра. Манастирът е основан преди 991 година и връзката му с Атанасий се потвърждава от оловния му слитък, намерен наскоро там по време на разкопките. Първото сигурно споменаване на манастира се среща малко по-късно, през 996 година в документ на Великата лавра. В него има подпис на „Никон, монах и игумен на Зигу“. Манастирът е бил посветен на пророк Илия, имал е метоси в Йерисос, Гомати и Провлакас и е бил един от най-важните манастири на Атон през XI век. През 1199 година манастирът по някаква причина е изоставен и става метох и предоставен от император Алексий III Ангел като метох на наскоро възстановения Хилендарския манастир. Възможно е причината за запустяването на манастира да е разграбване от пирати през XII век. След падането на Константинопол в 1204 година, в 1206 година в Зигу пристига франкски рицар с малка армия, ремонтира укрепленията и започва да използва манастира като база за разбойнически нападения над светогорските манастири. Светогорските монаси молят папа Инокентий III за помощ и с личната му намеса в 1211 година рицарят е изгонен от манастира. Част от сградите на замъка са унищожени от пожар, вероятно по време на прогонването на франкския рицар. От този период остава името Франкокастро, тоест Френски замък.
От 1211 година до XV век местността остава част от манастира Хеландар. През 1585 година част от стените са разрушени от земетресение. През XVI и XVII век на мястото е работила мелница за маслини, а по-късно са построени пещи за вар, в които за съжаление са унищожени много мраморни архитектурни елементи на манастира.
В 1858 година руският архимандрит Порфирий Успенски посещава местността и оставя нейно пълно описание.
В 1945 и 1978 година югоизточната кула и голяма част от стените са разрушени при голямо наводнение.

## Описание
Специалният интерес на комплекса от сгради се крие във факта, от една страна, че това е единственият манастир на Света гора, който може да бъде посетен от жени, макар и да е в развалини. От друга страна, той е единственият, който може да бъде проучен в оригиналния си вид от X - XII век, тъй като няма по-късни поправки и пристройки на сгради.
Укрепеното заграждение образува петоъгълник с две порти, една на северната и една на южната стена. Стената е подсилена с 11 кули, най-важната от които е северозападната с размери 8,60 × 8,14 m, с оцеляла височина от 4 m и първоначална височина от повече от 15 m – сграда от около 1000 година, както и по-голямата част от укреплението.
Югоизточната част на стените с малката кула се приписва на допълненията, направени от франкския рицар между 1206 и 1211 година. Едновременно с това укрепленията са укрепени във височина и са изградени допълнителни санитарни помещения.
Изграждането на католикона датира от 1000 година, като в сградата следват още три строителни фази. Първоначално е построен сложният кръстообразен храм с притвора (размери 14,60 х 9,70 m). При втори строителен етап и очевидно непосредствено след смъртта на основателя на манастира е добавен северния параклис с гроба на основателя. Сградата на третата фаза е екзонартексът, а на четвъртата – южният параклис с друг ктиторски гроб. След това бяха добавени още три гроба на южната стена в контакт с католикона.
Стените на храма са запазени на височина 1,5 – 4 m. Много от мраморните архитектурни елементи, включително колоните, които са поддържали купола, липсват, но мраморната диафрагма на северния отвор на храма, както и други релефи, са запазени в добро състояние.
Църквата на манастира е реставрирана. В нея са запазени са част от старите фрески, колони и мозайки от началото на XI век.
Руините на банката (размери 14,80 х 6,20 m) се намират на запад от католикона. Стените са били боядисани в червено, имало е двойни прозорци, дървен покрив, покрит с плочи, и големи мраморни маси. Установени са също резервоар в сутерена на кулата, възможно място за перално помещение, две фурни и голяма изба. Това ясно показва голямото производство на вино от манастира. В нартекса на разрушения тогава католикон през XVI - XVII век е изградена мелница за маслини, за което свидетелстват мраморната маслобойна и два големи воденични камъка.